# Rue Érasme (Paris)
Pour les articles homonymes, voir Rue Érasme.
La rue Érasme est une voie située dans le quartier du Val-de-Grâce dans le 5e arrondissement de Paris.

## Situation et accès
La rue Érasme relie la rue d'Ulm à la rue Rataud.

## Origine du nom
Elle porte le nom d'Érasme, humaniste hollandais (1467-1536).

## Historique
La rue est un élément d'un projet de prolongement de la fin du XIXe siècle de la rue de l'Abbé-de-l'Épée de la rue Gay-Lussac à la rue Censier dont seuls quelques tronçons furent réalisés. Les terrains sur lesquels a été ouverte cette rue en 1937 appartenaient à l'École normale supérieure qui les cède à la ville de Paris. Elle prend son nom actuel également en 1937, mais les travaux ne seront achevés que dans la première moitié des années 1950.

## Bâtiments remarquables et lieux de mémoire
- La rue est bordée sur ses deux côtés par les locaux de l'École normale supérieure.

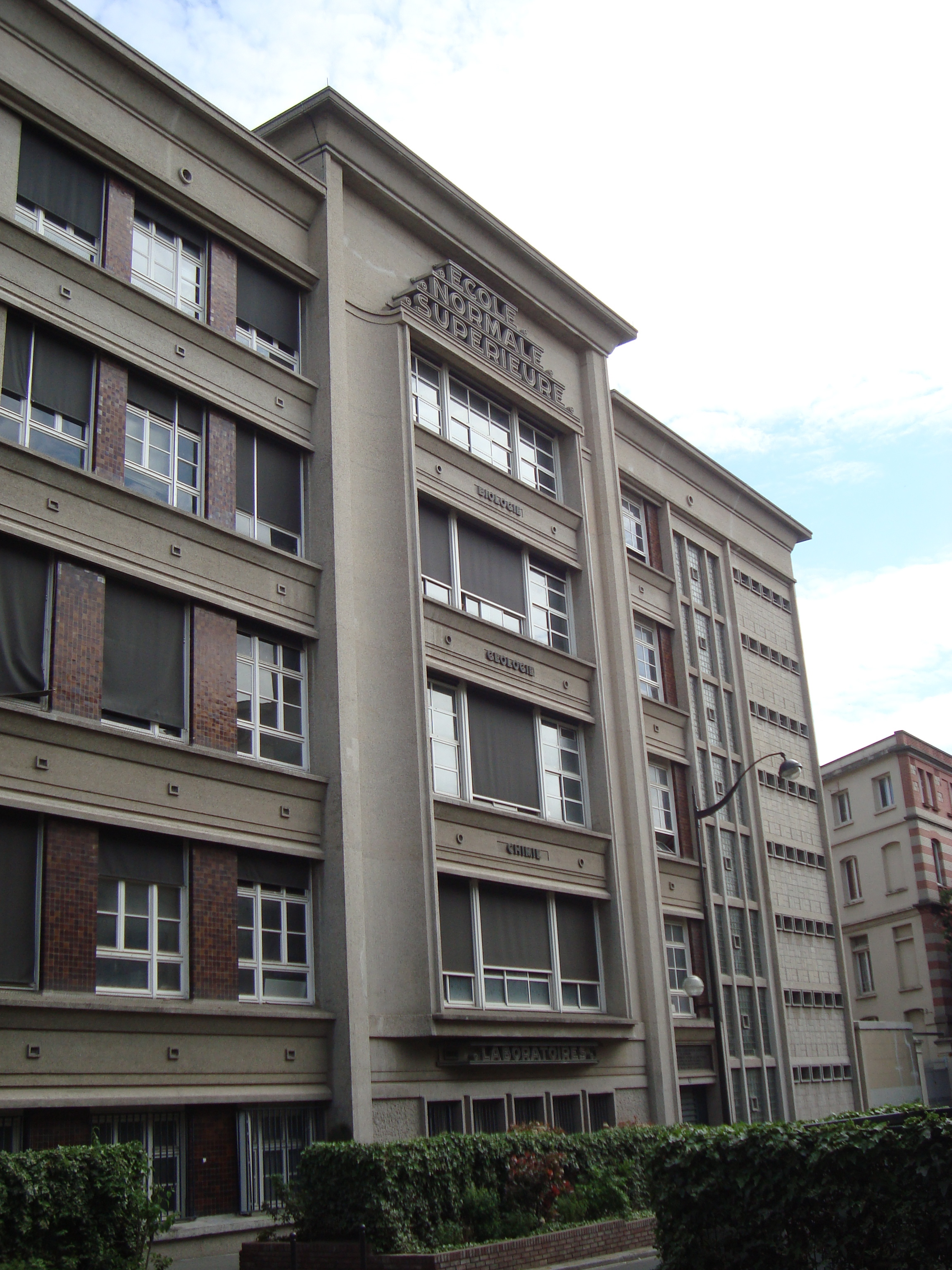
Les laboratoires de biologie, géologie, et chimie de l'ENS.